# Панце
Панце су насељено место у саставу градске општине Љубљана. Налазе се на око 20 километара источно од Љубљане, на источном делу Љубљанске котлине, на надморској висини од 521 метара.